# Huisseau-sur-Mauves
Huisseau-sur-Mauves é uma comuna francesa na região administrativa do Centro, no departamento Loiret. Estende-se por uma área de 37,09 km². Em 2010 a comuna tinha 1 707 habitantes (densidade: 46 hab./km²).